# Ahmet Zeki Özak
Ahmet Zeki Özak (* 1900 in Istanbul; † 30. Juni 1982) war ein türkischer Admiral, der zuletzt von 1960 bis 1961 Oberkommandierender der Marine (Türk Deniz Kuvvetleri) war.

## Leben
Nach dem Schulbesuch trat Özak am 1. September 1920 in die sogenannte Kriegsklasse (Harbiye Sınıfı) ein, die er 1923 als Leutnant beendete. Danach absolvierte er vom 1. März 1923 bis zum 15. Oktober 1924 eine weitere militärische Fortbildung an der Sınıf Okulu und war danach als Offizier in verschiedenen Einheiten eingesetzt. Nachdem er von 1933 bis 1936 die Marineakademie (Deniz Harp Akademisi) besucht hatte, diente er in den folgenden Jahren als Offizier auf verschiedenen Schiffen sowie als Stabsoffizier.
1950 erfolgte die Beförderung Özaks zum Flottillenadmiral sowie zugleich die Ernennung zum stellvertretenden Leiter der Operationsabteilung im Oberkommando der Marine, ehe er im Anschluss stellvertretender Befehlshaber der Kriegsschiffverbände und dann Kommandant des Marinestützpunktes Istanbul wurde. Daraufhin fungierte er als stellvertretender Befehlshaber des Marinekommandos für Bosporus, Dardanellen und Marmarameer sowie anschließend als stellvertretender Chef des Marinestabes. Nachdem er 1953 zum Konteradmiral befördert worden war, wurde er zunächst Chef des Marinestabes und war danach erneut stellvertretender Befehlshaber des Marinekommandos für Bosporus, Dardanellen und Marmarameer.
1955 wurde Özak zum Vizeadmiral befördert und zum Befehlshaber des Marineausbildungskommandos ernannt. Anschließend wurde er Befehlshaber des Marinekommandos für Bosporus, Dardanellen und Marmarameer (Boğazlar ve Marmara Denizi Kolordu Komutanlığı) und war danach als Oberbefehlshaber des Flottenkommandos (Donanma Komutanlığı) zugleich Mitglied des Obersten Militärrates.
Am 21. Juni 1960 wurde Özak nach dem Militärputsch als Nachfolger von Admiral Fahri Korutürk amtierender Oberkommandierender der Marine und bekleidete diese Funktion bis zu seiner auf eigenen Wunsch erfolgten Versetzung in den Ruhestand am 19. Juni 1961. Nachfolger wurde daraufhin Admiral Necdet Uran.
Durch einen Beschluss des Staatsrates (Danıştay) vom 30. August 1968 wurde er nachträglich zum Admiral befördert.